# Claridge’s
Das Claridge’s ist ein 5-Sterne-Hotel in Mayfair, London. Es hat langjährige Verbindungen zu diversen Königshäusern, die dazu führten, dass es manchmal als „Nebengebäude des Buckingham Palace“ bezeichnet wird. Das Hotel gehört  der Maybourne Hotel Group und wird von dieser verwaltet.

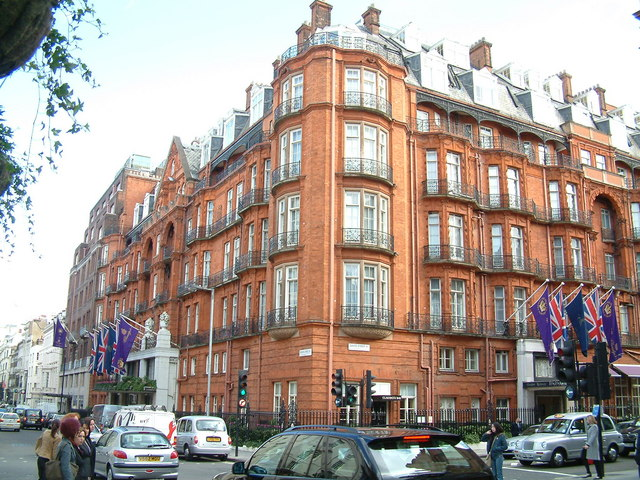
Claridge’s Hotel, London

## Geschichte
Das Claridge’s – oder zumindest das Gebäude – entstand vor über 200 Jahren, als James Mivart 1812 in der 49 Brook Street eine kleine Pension namens Mivart's Hotel gründete. Nach dem Fallout der Schlacht von Waterloo im Jahr 1815 unterhielt er königliche Gäste auf seiner bescheidenen Estaminet.
1854 verkaufte James Mivart das Geschäft an William und Marianne Claridge, die die Häuser besaßen, die bis zur Ecke der Davies Street führten: "Claridge’s, late Mivart’s" war geboren – eine schwerfällige Konstruktion, die bald verkürzt wurde. Nach der Hochzeit von Königin Victoria und Prinz Albert im Jahr 1840 wurde London ein Zufluchtsort für offizielle Besuche der Könige der Welt, und viele kamen zu Claridge.

## Restaurant und Bar
Im Jahr 2014 ersetzte Claridge das Restaurant von Gordon Ramsay mit Fera – einem Sternerestaurant, das Ende 2018 geschlossen wurde. Im November 2019 soll Daniel Humm, der Chef der  New Yorker Restaurants Eleven Madison Park und NoMad, die Leitung von Claridge’s Restaurant übernehmen. Eleven Madison Park war früher die Nummer 1 in der Liste der 50 besten Restaurants der Welt, daher ist dies voraussichtlich ein großer Gewinn für das Claridge’s.
Das Claridge’s bietet den Afternoon tea an und wurde von der Tea Guild empfohlen. Es hat zwei Bars im Erdgeschoss: eine Hauptbar und eine ehemalige Zigarrenbar namens The Fumoir. Das Rauchverbot in England hat dazu geführt, dass The Fumoir den Verkauf von Zigarren eingestellt hat.

## Weihnachten
Jedes Jahr wird ein Weihnachtsbaum von einem Modedesigner im Hotel aufgebaut und kreativ geschmückt. Designer wie John Galliano, Dolce & Gabbana, Karl Lagerfeld und Diane von Fürstenberg haben sich bisher daran beteiligt.